# Hetman

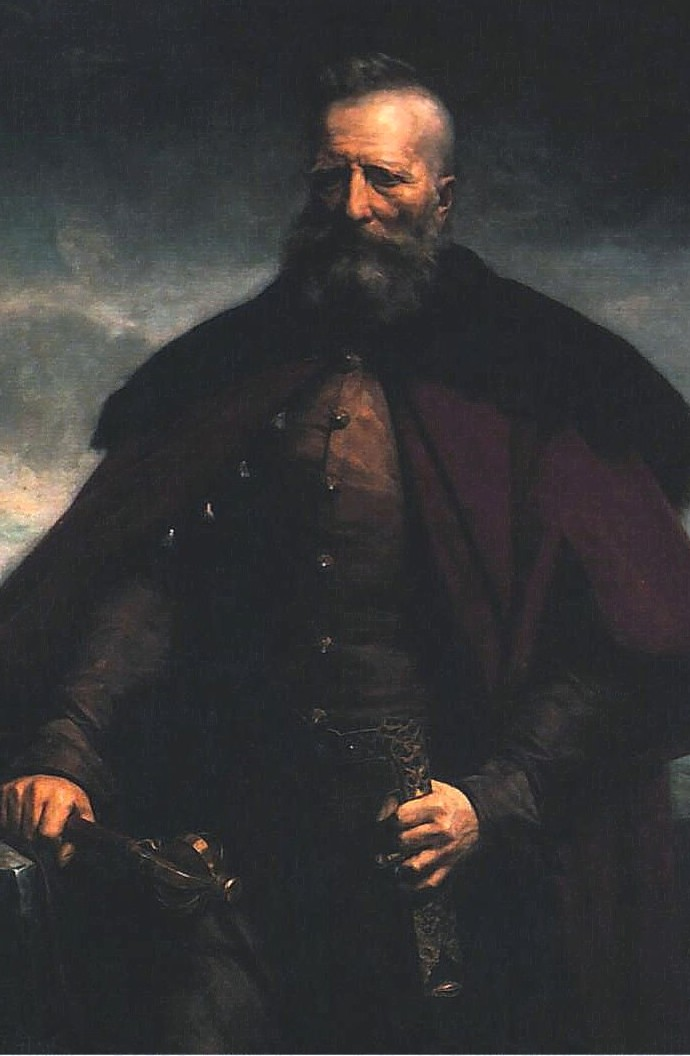
El hetman Jan Karol Chodkiewicz de la Mancomunidad de Polonia-Lituania.

Hetman era el título del segundo mayor comandante militar (después del monarca) usado desde el siglo XV al siglo XVIII en Polonia, Ucrania y el Gran Ducado de Lituania, territorios conocidos desde 1569 a 1795 como la Rzeczpospolita (Mancomunidad de Polonia-Lituania). 
Este título era usado entre los cosacos de Ucrania (гетьман) desde el siglo XVI y por los checos de Bohemia (hejtman) desde las guerras husitas (siglo XV) en adelante —se refería al jefe de Tábor—, de los que el más importante fue Jan Žižka, pese a contar los taboritas con tres más. Hetjman es hoy día el término para designar a los gobernadores elegidos de las regiones checas (kraj). Hetman es también el nombre polaco para la reina en ajedrez.

## Etimología

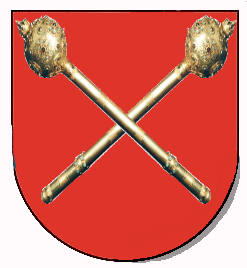
Escudo de armas de los hetman.

La palabra probablemente derive del antiguo alto alemán Hauptmann (Haupt significa "principal" o "cabeza" y Mann, "hombre"). Hauptmann era un título común medieval que quería decir "capitán", aunque correspondería más al moderno "general". Debido a siglos de contacto, los Estados polaco y prusiano se influenciaron recíprocamente tanto en las tradiciones militares (ver (Rittmeister/rotmistrz) como en la administración (Rathaus/ratusz, Bürgermeister/burmistrz), y por el hecho de que casi el 70% de los generales y comandantes de Prusia eran extranjeros, y la mayoría de estos, polacos. La caballería prusiana, así como la mayoría de las del centro de Europa, proviene de las tradiciones polaca, serbia y húngara.

## Hetmanen Polonia y Lituania
El primer título polaco de Hetman de la Gran Corona fue creado en 1505. El título de hetman era otorgado al jefe del Ejército de Tierra de la República Polaca y hasta 1581 el cargo de hetman existía sólo durante campañas y guerras específicas. Después de esta fecha, se convirtió en un título permanente, como eran todos los títulos en la Polonia de los Jagellón y en la Mancomunidad de Polonia-Lituania.
En un momento dado llegó a haber cuatro hetman en la República de las Dos Naciones  - Hetman Grande y Hetman de Campo- para el Reino de Polonia (Corona) y dos para el Ducado de Lituania (Hetman Grande y Hetman de Campo). Desde 1585, el título no podía ser retirado a menos que se demostrara que se había cometido traición, así que era un cargo en el que se servía vitaliciamente, como lo demuestra el caso de Jan Karol Chodkiewicz, que literalmente mandaba el ejército desde su lecho de muerte. Los hetman no eran pagados por su trabajo por el Tesoro Real. Eran el segundo eslabón en la cadena de mando del ejército. El hecho de no poder ser destituidos por el monarca, les confería un carácter muy independiente, a menudo les permitía utilizar su influencia para conseguir objetivos independientes. Este sistema funcionaba bien cuando un hetman tenía grandes habilidades y el monarca era débil, pero a menudo condujo a desastrosos resultados cuando se daba el caso contrario, como con Mikołaj Potocki en 1648. El contraste con los países fronterizos con la Mancomunidad, en los cuales sus comandantes podían ser despedidos por sus soberanos, era inmenso.
Una reforma en 1776 limitó los poderes de los hetman. El cargo fue abolido después de la tercera partición de Polonia en 1795, con la desaparición del país independiente.

## Hetmanen Ucrania

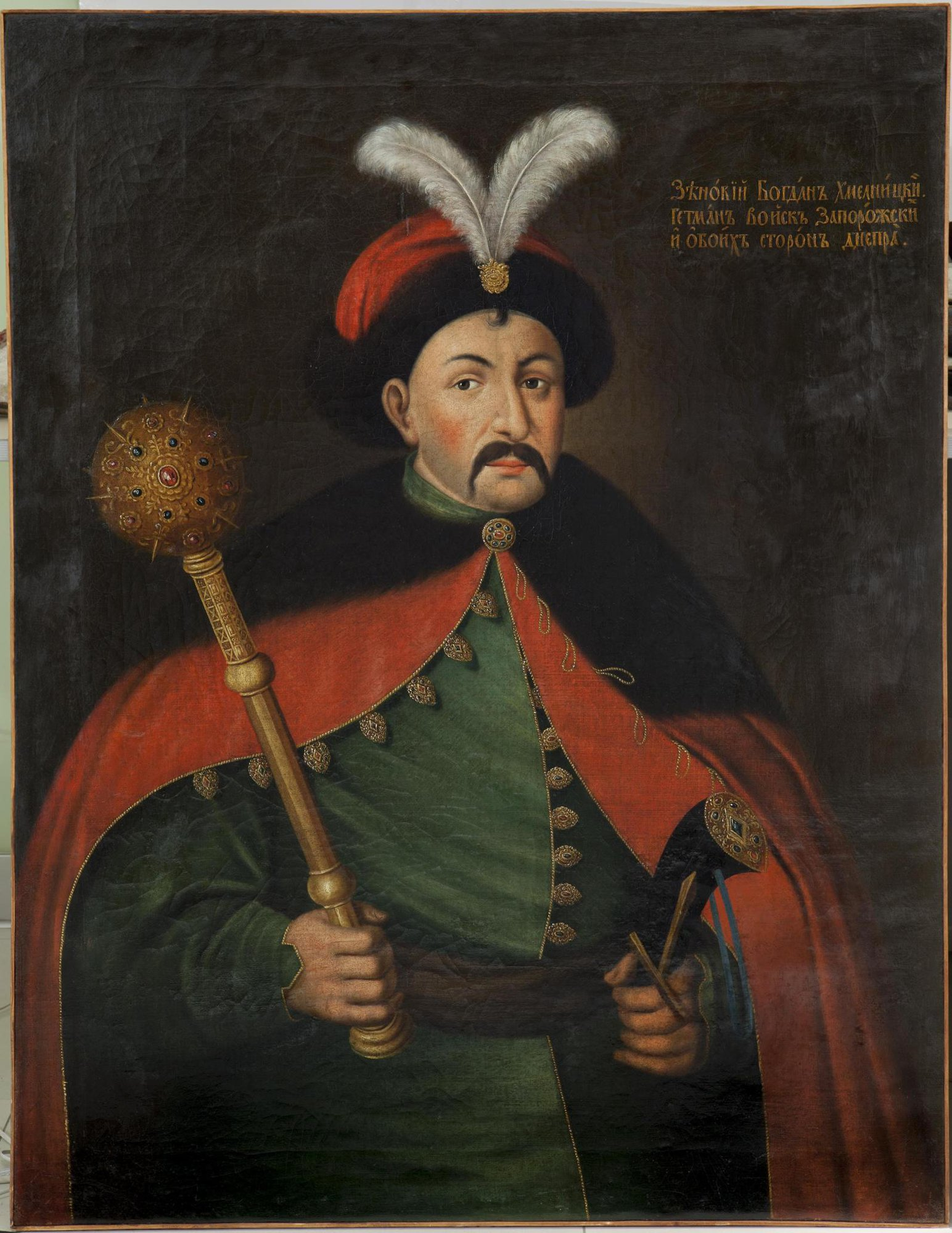
El hetman ucraniano Bohdán Zinoviy Jmelnytsky.

A finales del siglo XVI, los comandantes de los Cosacos de Zaporizhia eran llamados Koshovýi Otamán o hetman (aquí entra en relación con la palabra atamán), de los cuales el primero fue Christof Kosynsky. En 1572, el hetman era el comandante del Ejército de cosacos registrados (en ucraniano: Реєстрове козацьке військо) de  la Mancomunidad de Polonia-Lituania. Desde 1648, al iniciarse la rebelión de Bohdán Jmelnytsky, el hetman era el jefe del Estado ucraniano - Hetmánschyna (Гетьма́нщина). Aunque eran elegidos, los hetman ucranianos tenían amplios poderes y actuaban como líderes del Estado cosaco, como comandantes supremos militares y legisladores (promulgando decretos administrativos).
Después de la separación de Ucrania a lo largo del río Dniéper por el Tratado de Andrúsovo entre Polonia y Rusia, los cosacos ucranianos fueron conocidos como cosacos de Ucrania del margen izquierdo, Hetmanato cosaco, y cosacos de Ucrania del margen derecho.
En el Imperio ruso, el cargo de hetman fue abolido por Catalina II de Rusia en 1764. El último con este título en el ejército de Zaporizhia (título formal para  el hetman de Ucrania) fue Kiril Razumovski, hermano de Alekséi Razumovski, que ejerció de 1751 a 1764.
El título reapareció en Ucrania en la revolución de 1917 a 1920. A principios de 1918, un golpe de Estado conservador apoyado por Alemania derrocó a la Rada Central Ucraniana, abolió la República Popular Ucraniana y estableció un Hetmanato denominado el Estado Ucraniano (Ukraínska Derzhava) o pseudomonarquía encabezada por Pavló Skoropadski, quien se proclamó «hetman de Ucrania». Este régimen duró hasta finales de 1918, cuando fue derrocado por un nuevo directorio que restauró la República Popular Ucraniana.